# رحیم رحمان‌زاده
رحیم رحمان‌زاده (زاده ۲۳ خرداد ۱۳۱۳) یک چهره آکادمیک، پزشک و جراح ایرانی- آلمانی دانشگاه هومبولت برلین و دانشگاه ماینتس است. وی همچنین رئیس مرکز بین‌المللی جراحی مفاصل و استخوان برلین است. پروفسور رحمان زاده از دهه هفتاد میلادی به عنوان یکی از پایه‌گذاران جراحی مدرن ارتوپدی و تروماتیک در سطح بین‌المللی و تکنیک‌های جراحی خاص مطرح است.

## زندگی‌نامه
او اصالتاً آذربایجانی و متولد شهرستان شبستر است. وی فرزند یوسف رحمان‌زاده، قاضی و وکیل و نوه مقاطع کار معروف، حاج علی احمد رحمان‌زاده‌است. وی در ۱۸ سالگی به ترکیه رفت و تحصیلات پزشکی عمومی خود را در استانبول ترکیه گذراند. پس از آن برای تکمیل تحصیلات تخصصی خود در رشته جراحی عمومی و جراحی تصادفات ارتوپدی راهی آلمان شد.
رحمان زاده در دانشگاه ماینتس به مقام پروفسوری نایل آمد و از سال ۱۹۷۳ ریاست کرسی جراحی دانشگاه برلین را برعهده گرفت. او به عنوان پایه‌گذار جراحی مدرن ارتوپدی، تکنیک‌های جراحی خاص در این رشته را ابداع کرد. یکی از مهم‌ترین متدهای جراحی وی، ارائه و گسترش نظریه کاشتن اعضاء می‌باشد.
رحمان‌زاده در حال حاضر به عنوان پرزیدنت سمینارهای اروپایی و جهانی مقام پرزیدنتی جمعیت جراحان ارتوپدی تصادفات و سوانح، جمعیت جراحان پلاستیک آلمان و جمعیت جراحان عمومی این کشور را نیز برعهده دارد. این همه در حالی است که تاکنون هیچ تبعه خارجی موفق نشده‌است به این مدارج علمی در کشور آلمان دست یابد.
در ۱۱ شهریور ۱۳۹۷، «نشان تبریز» از سوی شهردار تبریز ایرج شهین باهر به رحمان زاده اعطا شد.

### نامه به خامنه ای
وی در ۲۴ تیر ۱۳۹۹، نامه ای به علی خامنه ای رهبر جمهوری اسلامی نوشت و در آن از وی خواست ایران را ترک کند. وی در بخشی از این نامه نوشت به یاد داریم که در روز منصوب شدن یک شبه تان به رهبری، گفتید: «باید خون گریست اگر احتمال رهبری کسی مثل بنده در آن مطرح شود.» این تنها سخن راستی بود که از شما شنیده شد.

## تحصیلات
رحمان زاده بعد از اتمام دبیرستان البرز تهران، در دانشگاه استانبول ترکیه در رشته داروشناسی به تحصیل مشغول شد.
- از سال ۱۹۶۴ در کلینیک دانشگاه جراحی مینز آلمان مشغول به کار شد
- از سال ۱۹۷۰ به عنوان دستیار مدیر پزشکی کلینیک برای جراحی تصادفات کلینیک دانشگاه مینز انتخاب شد
- در سال ۱۹۷۳ به عنوان پروفسور APL نامزد شد
- در سال ۱۹۷۵ به عنوان مدیر کلینیک برای عمل جراحی مربوط به تصادفات و ترمیم، در کلینیک دانشگاه بنیامین فرنگ لین برلین انتخاب گردید
- در سال ۱۹۹۰ مدیر تمامی بخش‌های جراحی در کلینیک دانشگاه شد
- از اول سپتامبر ۲۰۰۱ مدیر دارویی مئوکلینیک
- اکنون مدیر مرکز بین‌المللی عمل جراحی مفصل و استخوان در برلین می‌باشد

## ریاست و مدیریت
- ریاست گروه امور تصادفات دانشگاه برلین (۱۹۸۸–۱۹۷۷)
- ریاست بخش جراحی دانشگاه برلین (۱۹۸۵–۱۹۸۳)
- سخنگوی بخش کارکنان گروه کاشت اعضاء آلمان(AO) ‏ (۱۹۸۸)
- ریاست بخش جراحی مربوط به تصادفات آلمان(DGU) ‏ (۱۹۹۲)
- رئیس بخش جراحی پلاستیک و ترمیم چهره و مفصل و استخوان آلمان (۱۹۹۳)

## عضویت
- گروه جراحی برلین
- جراحی مربوط به تصادفات برلین
- جامعه جراحی آلمان
- جامعه جراحی مربوط به تصادفات جامعه آلمان
- عضویت در جامعه ارتوپدی و پزشکی ورزشی آلمان
- عضویت در جامعه جراحی پلاستیکی و ترمیم چهره آلمان
- عضو افتخاری چندید جامعه جراحی ارتوپدی و تصادفات

## افتخارات
وی برنده جایزه جراحی و دارای مدال درجه یک لیاقت از رئیس‌جمهوری آلمان به واسطه نوآوری‌های مهم و بدیع در رشته ارتوپدی است.
- ۱۹۹۸ کسب نشان لیاقت جمهوری فدرال آلمان از رئیس‌جمهور فدرال Richard von Weizsaker
- ۲۰۰۱ به عنوان عضو افتخاری جامعه عمل جراحی مربوط به تصادفات آلمان
- ۲۰۰۳ به عنوان عضو افتخاری جامعه عمل پلاستیکی آلمان

## انتشارات
از رحمان‌زاده تاکنون بیش از ۳۵۰ مقاله و نزدیک به ۳۵۰ کتاب و جزوات علمی در زمینهٔ ارتوپدی، چاپ و منتشر شده‌است. وی طبق یک برنامهٔ زمانبندی شده، با بیمارستان‌های البرز، کرج و میلاد در تهران قرارداد همکاری امضا نموده‌است.